# João Bráulio Muniz
João Bráulio Muniz (São Luís, 1796 — Río de Janeiro, 20 de setembro de 1835) fue un político brasileño y miembro de la Regencia Trina Permanente.
Diputado general del imperio, fue nombrado miembro de la Regencia Trina Permanente. Ocupó ese cargo desde el 18 de junio de 1831 hasta su fallecimiento cuatro años después.
Durante el periodo de regencia, Muniz fundó el periódico "Astréa", que gozó de gran prestigio en la época. Mudándose para São Paulo, fundó la primera imprenta de aquella ciudad junto a José da Costa Carvalho (futuro Marqués de Monte Alegre). Allí publicaron O Farol Paulistano, primer periódico paulista.
Muniz fue colega de Costa Carvalho y de Bernardo Pereira de Vasconcelos en la Facultad de Derecho de la Universidad de Coímbra. Junto al primero integró la Regencia Trina Permanente. Falleció al final del cargo en 1835.